# Juan Adolfo II de Sajonia-Weissenfels
Juan Adolfo II, duque de Sajonia-Weissenfels (Weissenfels, 4 de septiembre de 1685 - Leipzig, 16 de mayo de 1746) fue un duque de Sajonia-Weissenfels-Querfurt y miembro de la Casa de Wettin. También fue un comandante en el ejército sajón.
Era el hijo más joven de los once de Juan Adolfo I, duque de Sajonia-Weissenfels, de su primera esposa, Juana Magdalena de Sajonia-Altenburgo. Su madre murió cinco meses después de su nacimiento, el 22 de enero de 1686.

## Biografía
En la guerra de sucesión polaca, Juan Adolfo dirigió tropas sajonas contra Polonia (octubre de 1733). Durante los siguientes tres años, el ejército sajón permaneció principalmente en el sur de Polonia, hasta la coronación del elector Federico Augusto II de Sajonia como rey de Polonia después de la derrota de Estanislao I Leszczynski, el candidato rival al trono polaco. Ese mismo año, Juan Adolfo heredó Sajonia-Weissenfels cuando su hermano Cristián murió sin hijos.
Durante la segunda guerra silesia, tropas prusianas curzaron la frontera sajona, y Sajonia y Austria estuvieron de acuerdo para actguar contra Prusia. Tropas sajonas planearon cortar a los prusianos en el norte de Silesia, mientras tropas austriacas avanzarían desde el sur. Pero en junio de 1745, fueron derrotados en la batalla de Hohenfriedberg. Juan Adolfo planeó una nueva campaña ofensiva en septiembre de 1745, pero cambió de idea dos semanas más tarde. Debido a esto, fue reemplazado como comandante en jefe por el conde Federico Augusto Rutowsky, medio hermano ilegítimo del rey elector. 
Tras la batalla de Kesselsdorf, el elector quitó a su medio hermano Rutowski como comandante en jefe y reinstauró a Juan Adolfo, quien empezó sus deberes como comandante el 1.º de diciembre de 1745. Además, fue nombrado jefe del gobierno sajón en ausencia del elector y el ministro Heinrich von Brühl.
Juan Adolfo se retiró con las tropas sajonas a Bohemia. Cinco meses más tarde, sufrió un ataque al corazón y murió a los sesenta y un años de edad. 

## Matrimonio y descendencia

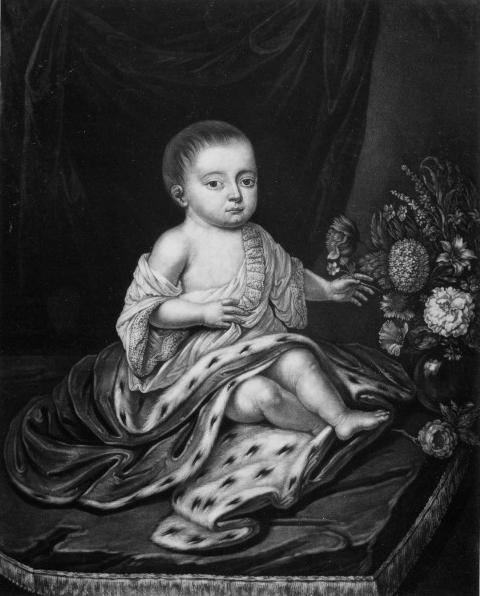
El príncipe heredero Juan Jorge Adolfo, 1740

En Eisenach el 9 de mayo de 1721, Juan Adolfo se casó con Juanita Antonieta Juliana de Sajonia-Eisenach. Tuvieron un hijo:
1. Federico Juan Adolfo (n. Dahme, 26 de mayo de 1722 - m. Dahme, 10 de julio de 1724).

En Altenburgo el 27 de noviembre de 1734, Juan Adolfo se casó por segunda vez con Federica de Sajonia-Gotha-Altenburgo. Tuvieron cinco hijos:
1. Carlos Federico Adolfo, príncipe heredero de Sajonia-Weissenfels (n. Weissenfels, 7 de junio de 1736 - m. Weissenfels, 24 de marzo de 1737).
2. Juan Adolfo, príncipe heredero de Sajonia-Weissenfels (n. Weissenfels, 27 de junio de 1738 - m. Weissenfels, 21 de octubre de 1738).
3. Augusto Adolfo, príncipe heredero de Sajonia-Weissenfels (n. Weissenfels, 6 de junio de 1739 - m. Weissenfels, 7 de junio de 1740).
4. Juan Jorge Adolfo, príncipe heredero de Sajonia-Weissenfels (n. Weissenfels, 17 de mayo de 1740 - m. Weissenfels, 10 de julio de 1740).
5. Federica Adolfina (n. Weissenfels, 27 de diciembre de 1741 - m. Langensalza, 4 de julio de 1751).

Fue el último miembro de la línea Sajonia-Weissenfels-Querfurt. Después de su muerte sin descendencia masculina que le sobreviviera, sus tierras pasaron al Electorado de Sajonia, del que se habían desgajado en 1657 bajo los términos del testamento de Juan Jorge I, elector de Sajonia.